# مارکو پروویچ (بازیکن فوتبال، زاده ۱۹۷۲)
مارکو پروویچ (صربی: Marko Perović؛ زادهٔ ۲۴ مارس ۱۹۷۲) بازیکن سابق و مربی فوتبال اهل صربستان است.
از باشگاه‌هایی که در آن بازی کرده‌است می‌توان به باشگاه فوتبال اسپورتینگ خیخون، باشگاه فوتبال ویتس‌آرنهم، باشگاه فوتبال ستاره سرخ بلگراد، باشگاه فوتبال پیستویزه، باشگاه فوتبال آستریا وین، باشگاه فوتبال آنکونا، باشگاه فوتبال کرمونزه، باشگاه فوتبال راد، باشگاه فوتبال ناپولی، و باشگاه فوتبال وویوودینا اشاره کرد.
وی همچنین در تیم ملی فوتبال صربستان و مونته‌نگرو بازی کرده‌است.